# Festival de Cinema Luso-Brasileiro
Festival de Cinema Luso-Brasileiro é um festival de cinema para filmes de língua portuguesa, que acontece em Santa Maria da Feira, Portugal.

## O Festival
O festival decorre anualmente no mês de Dezembro, no Auditório da Biblioteca Municipal de Santa Maria da Feira, com a presença de realizadores e actores portugueses e brasileiros. Numa organização do Cine Clube da Feira, o festival constitui uma grande oportunidade para assistir a filmes de língua portuguesa, oriundos dos dois lados do Atlântico. No último dia do festival são atribuídos prémios em diversas categorias.
Em 2015, o festival teve a sua 19ª edição.